# Folgen der globalen Erwärmung in der Schweiz

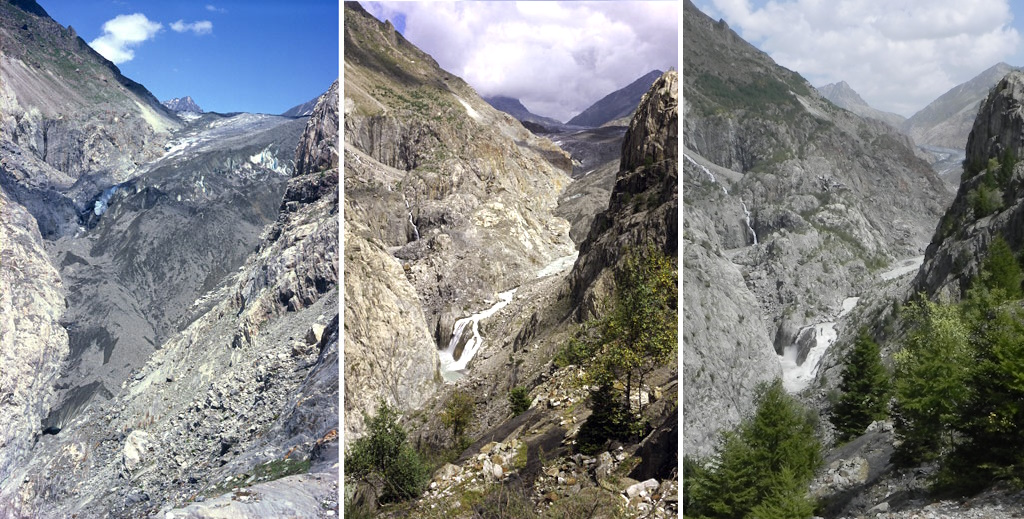
Gletscherschmelze und Volumenverlust am Grossen Aletschgletscher – links 1979, mittig 2002, rechts 2025

Die Folgen der globalen Erwärmung in der Schweiz zählen zu den regionalen Auswirkungen der Erderwärmung auf die Gesellschaft, die Gesundheit, die Natur und in technischen Belangen, die sich durch das Ansteigen der Durchschnittstemperaturen bemerkbar machen. Als Hauptursache der klimatischen Veränderungen des Landes in den letzten 50 bis 100 Jahren wird mit Stand 2018 die globale Erwärmung als wahrscheinlich betrachtet. Am Uno-Klimagipfel 2019 wies der Schweizer Bundespräsident Ueli Maurer darauf hin, dass die Schweiz als Land mit Hochgebirge in besonderem Masse von der Erderwärmung betroffen sei.
Die Auswirkungen des Klimawandels können positiv oder negativ sein. Für die meisten Regionen gilt jedoch, dass die negativen Effekte die positiven Auswirkungen – wie etwa der reduzierte Heizbedarf im Winter – deutlich überwiegen.

## Rückblick

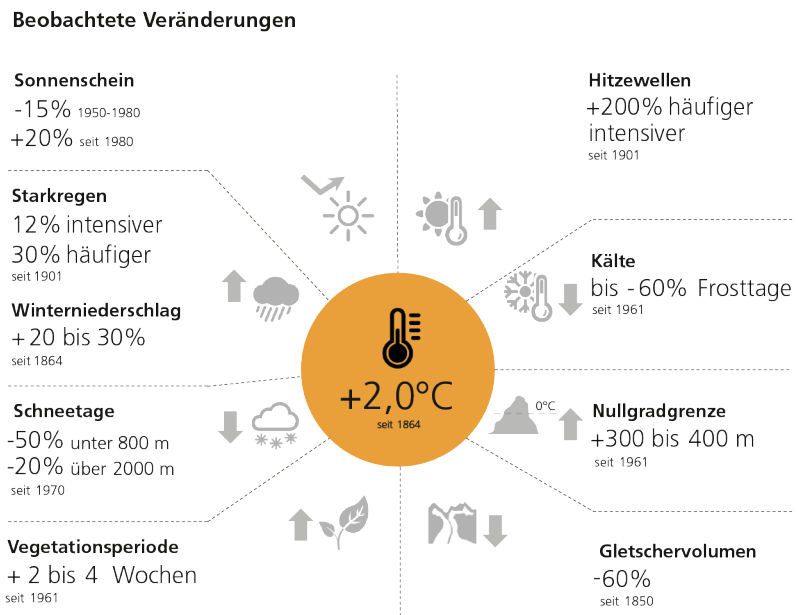
Beobachtete Veränderungen (National Centre for Climate Services NCCS 2018)

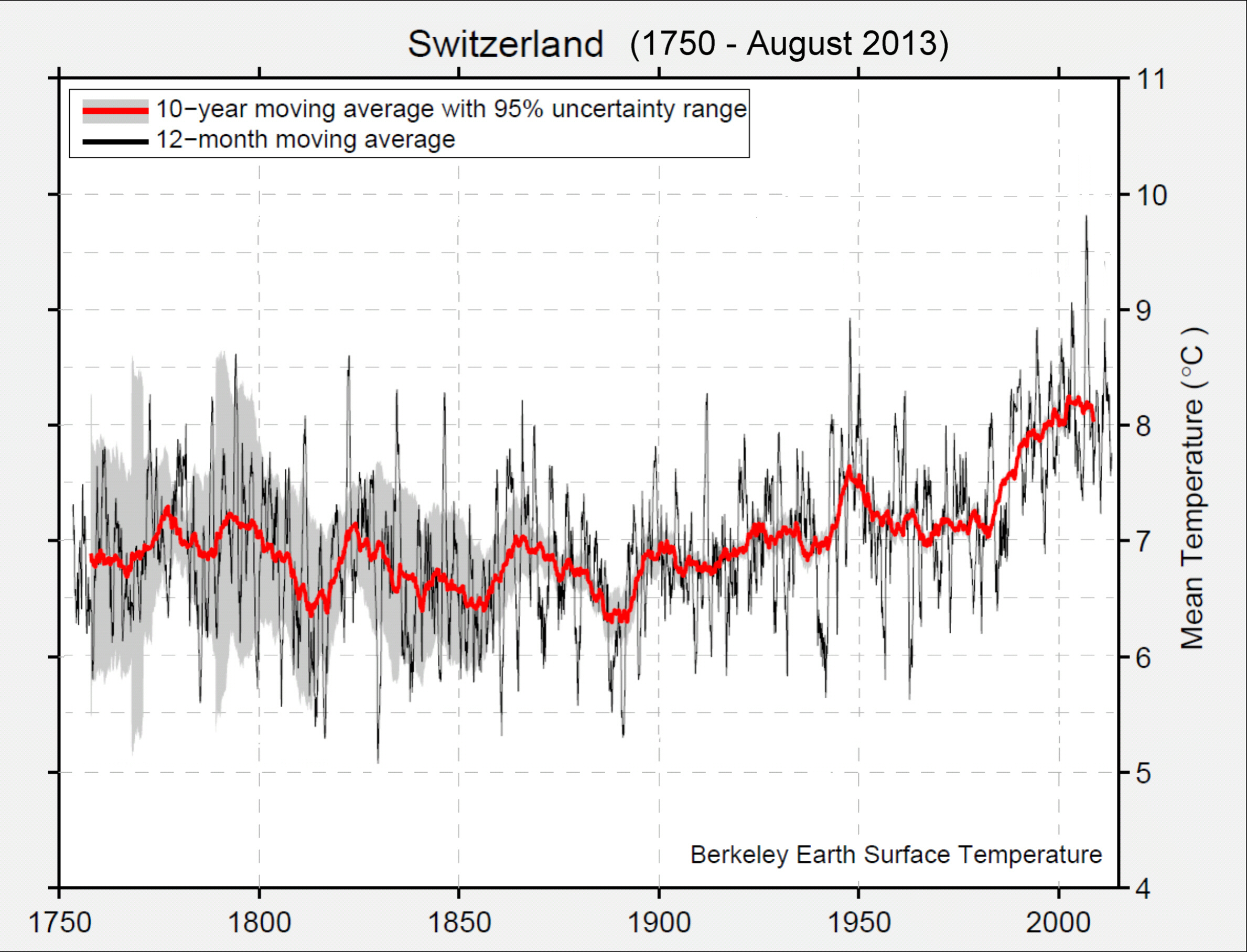
Mittlere Jahrestemperaturen in der Schweiz von 1750 bis August 2013 als gleitende 12-Monatsmittel. Die 10-jahres Mittelwerte sind Rot eingezeichnet.

Temperaturen werden in der Schweiz seit 1864 verlässlich und regelmässig erfasst. Stand 2018 war die Schweiz im weltweiten Vergleich überdurchschnittlich stark von der Temperaturzunahme betroffen: während die Erwärmung im globalen Durchschnitt im Vergleich zum Referenzjahr 1864 0,9 Grad Celsius war, nahm die bodennahe Lufttemperatur in der Schweiz in den letzten 150 Jahren um etwa 2 Grad Celsius zu. Die Zunahme beschleunigte sich seit den 1980er Jahren. Diese Zunahme kann aufgrund ihres Ausmasses nicht alleine durch natürliche Schwankungen erklärt werden. Sie betrifft alle Regionen der Schweiz und ist trotz jährlicher Temperaturschwankungen eindeutig: Neun der zehn wärmsten Jahre seit Beginn der Temperaturmessung fallen in das 21. Jahrhundert.
Der beobachtete Temperaturanstieg wirkt sich auf die Umwelt aus. Daher haben sowohl die dokumentierten Veränderungen im Wasserkreislauf (z. B. Anstieg der Durchschnittstemperatur in Schweizer Wasserläufen) als auch die Gletscherschmelze mindestens eine anthropogene Komponente.
Starkniederschläge sind intensiver und häufiger als zu Beginn des 20. Jahrhunderts. Hitzeperioden wurden häufiger und länger. Dagegen haben Tage mit Schneefall abgenommen, seit 1970 auf 800 m Höhe um rund 50 Prozent, auf 2000 m um rund 20 Prozent. In der Folge schmolz seit 1850 etwa 60 Prozent des Gletschervolumens ab. Bergstürze durch den Rückgang des Permafrosts müssen aufwändig präventiv verbaut werden oder führen ein Einzelfällen selbst nach der Erstellung von Schutzbauten zur Evakuation. Beim grossen Bergsturz von Blatten im Mai 2025 konnte das Dorf vor dessen Zerstörung frühzeitig evakuiert werden. Auch die Jahreszeiten verändern sich. Die Vegetationsperiode hat sich seit 1960 um zwei bis vier Wochen verlängert. Verschiedene Pflanzen, beispielsweise die Sommerlinde, blühen immer zeitiger.
Bei den Niederschlagssummen im Sommer, beim Hochnebel und bei Föhn und Windgeschwindigkeiten konnten in der Schweiz bis Sommer 2024 keine eindeutigen Veränderungen erkannt werden.

## Klimaszenarien für das Jahr 2060 und darüber hinaus ohne Klimaschutz
Die Schweizerische Eidgenossenschaft hat 2018 eine Serie von Klimaszenarien für die Klimaentwicklung der Schweiz mit und ohne Klimaschutz erstellt. Es wurden Simulationen (Klimaszenarien CH2018) mit insgesamt 21 Computermodellen von verschiedenen europäischen Forschungsinstitutionen betrieben. Diese umfassende Analyse erlaubt es, die gegebenen Unsicherheiten solcher Klimaszenarien besser abschätzen zu können.
Bis zum Ende des Jahrhunderts könnte die vom Menschen verursachte Erwärmung im Vergleich zu heute etwa dreimal größer sein in einem Szenario ohne Abmilderung als in einem Szenario mit starker Abmilderung und Trockenperioden könnten anstatt ein- bis zweimal in zehn Jahren jedes zweite Jahr vorkommen.
Der Zeitraum von 1981 bis 2010 zählt nachfolgend als Norm des Schweizer Klimas und somit als Ausgangspunkt der hier gemachten Simulationen. Angaben über zukünftige Veränderungen werden somit immer mit diesen 30 Jahren verglichen. Dies mit dem Wissen, dass sich das Klima bereits jetzt verändert hat.
In den Klimaszenarien werden Mittelwerte von den Klimaverhältnissen von drei Jahrzehnten verglichen, welche sich wie folgt gruppieren:
- Jahr 2035 bedeutet «Nahe Zukunft»: 2020–2049
- Jahr 2060 bedeutet «Mitte des Jahrhunderts»: 2045–2074
- Jahr 2085 bedeutet «Ende des Jahrhunderts»: 2070–2099[1]

### Trockene Sommer

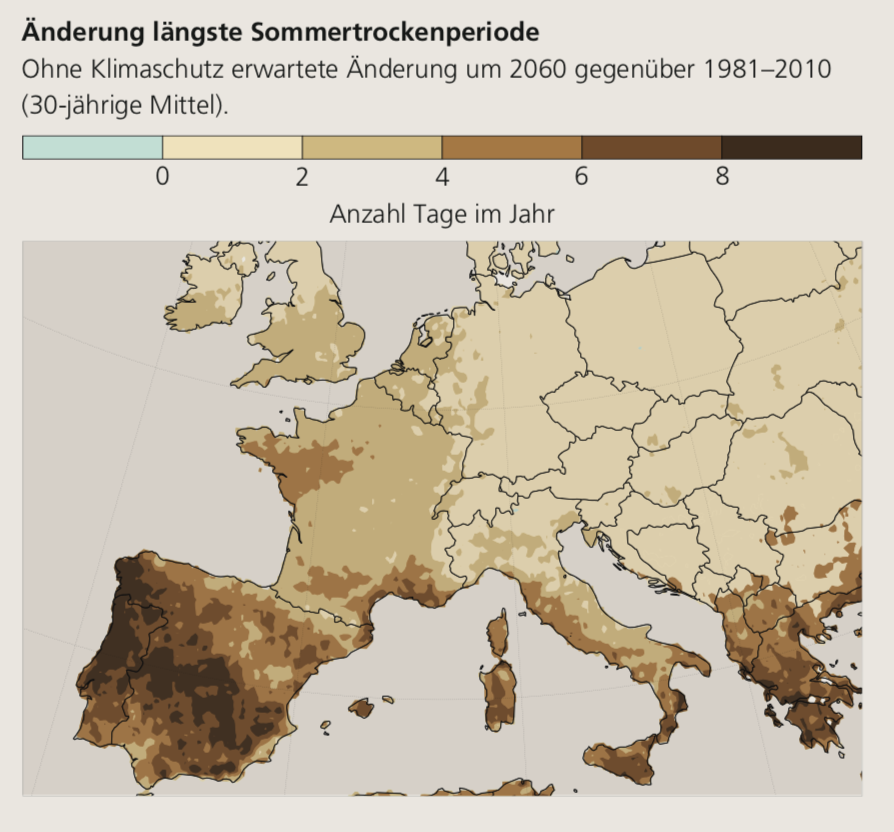
Erwartete Änderung der längsten Sommertrockenperiode bis ins Jahr 2060 ohne Klimaschutzmassnahmen.

Die Trockensommer 2003, 2015, 2018 und 2022 werden in Zukunft einem durchschnittlich zu erwartendem Sommer entsprechen. Während mittlere Temperaturen mit Hilfe von Klimamodellen recht zuverlässig simuliert werden können, sind Voraussagen beim Niederschlag schwieriger. Dies hängt mit der grossen Vielfalt der Mechanismen zusammen, welche den Wasserhaushalt in der Atmosphäre bestimmen. Trotz dieser Unsicherheit zeigen die Klimasimulationen einen deutlichen langfristigen Trend der Niederschlagsabnahme. In den Sommermonaten ist in Zukunft mit einem spürbaren Rückgang des Niederschlags zu rechnen. Zwar wird an einem durchschnittlichen Regentag im Sommer ähnlich viel Niederschlag fallen wie bisher, es gibt jedoch mehr regenfreie Tage. Zudem fällt nicht nur seltener Regen, aufgrund der höheren Temperaturen verdunstet auch mehr Feuchtigkeit. Die Böden werden also trockener, selbst wenn der Niederschlag nicht abnehmen sollte. Generell sind Gebiete im Westen und Süden stärker vom möglichen Niederschlagsrückgang betroffen als solche im Osten. Von der zunehmenden Sommertrockenheit ist neben der Energieproduktion und der Wasserwirtschaft auch die Landwirtschaft betroffen. So sollen etwa die Felder im Furttal voraussichtlich ab 2022 mit Wasser aus der Limmat bewässert werden. Schädlinge wie der Borkenkäfer können sich bei Trockenheit schneller vermehren, was etwa im Falle des Waldes zur massenhaften Zwangsnutzung des Käferholzes führt.

### Heftige Niederschläge

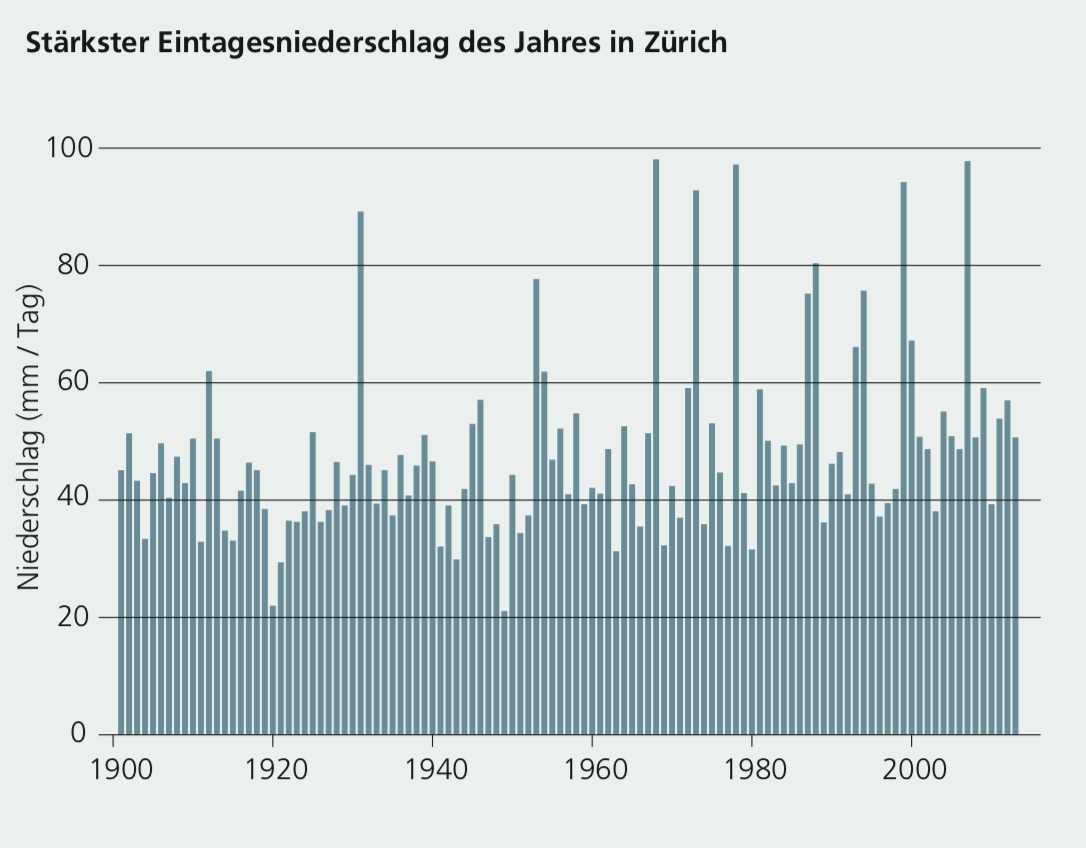
Stärkster Eintagsniederschlag des Jahres für die Stadt Zürich.

Im Vergleich zu 2018 hat die Niederschlagsmenge von einzelnen Starkniederschlägen in der Schweiz seit 1901 um 12 Prozent zugenommen. Trotz abnehmender Niederschlagssummen werden also Einzelereignisse stärker. Da Luft pro Grad Celsius der Erwärmung etwa 6 bis 7 Prozent mehr Wasser aufnehmen kann, ist die Intensivierung der Niederschläge physikalisch gut erklärbar. Starkniederschläge werden in Zukunft wahrscheinlich merklich häufiger und intensiver auftreten als wir es heute erleben. Dies betrifft alle Jahreszeiten, aber besonders den Winter. Bei ungebremstem Klimawandel ist bis Mitte dieses Jahrhunderts zu erwarten, dass die stärksten Eintagesniederschläge im Winter um weitere rund 10 Prozent heftiger ausfallen. Bis Ende des Jahrhunderts beträgt die erwartete Zunahme 20 Prozent.
Auch sehr seltene Niederschlagsereignisse, wie sie etwa einmal in 100 Jahren eintraten, verstärken sich. Die Veränderung beträgt Mitte Jahrhundert 10 bis 20 Prozent, gegen Ende Jahrhundert etwa 20 Prozent. Die meisten Modelle prognostizieren für die Alpen eine Intensivierung der schweren Ereignisse im Herbst.

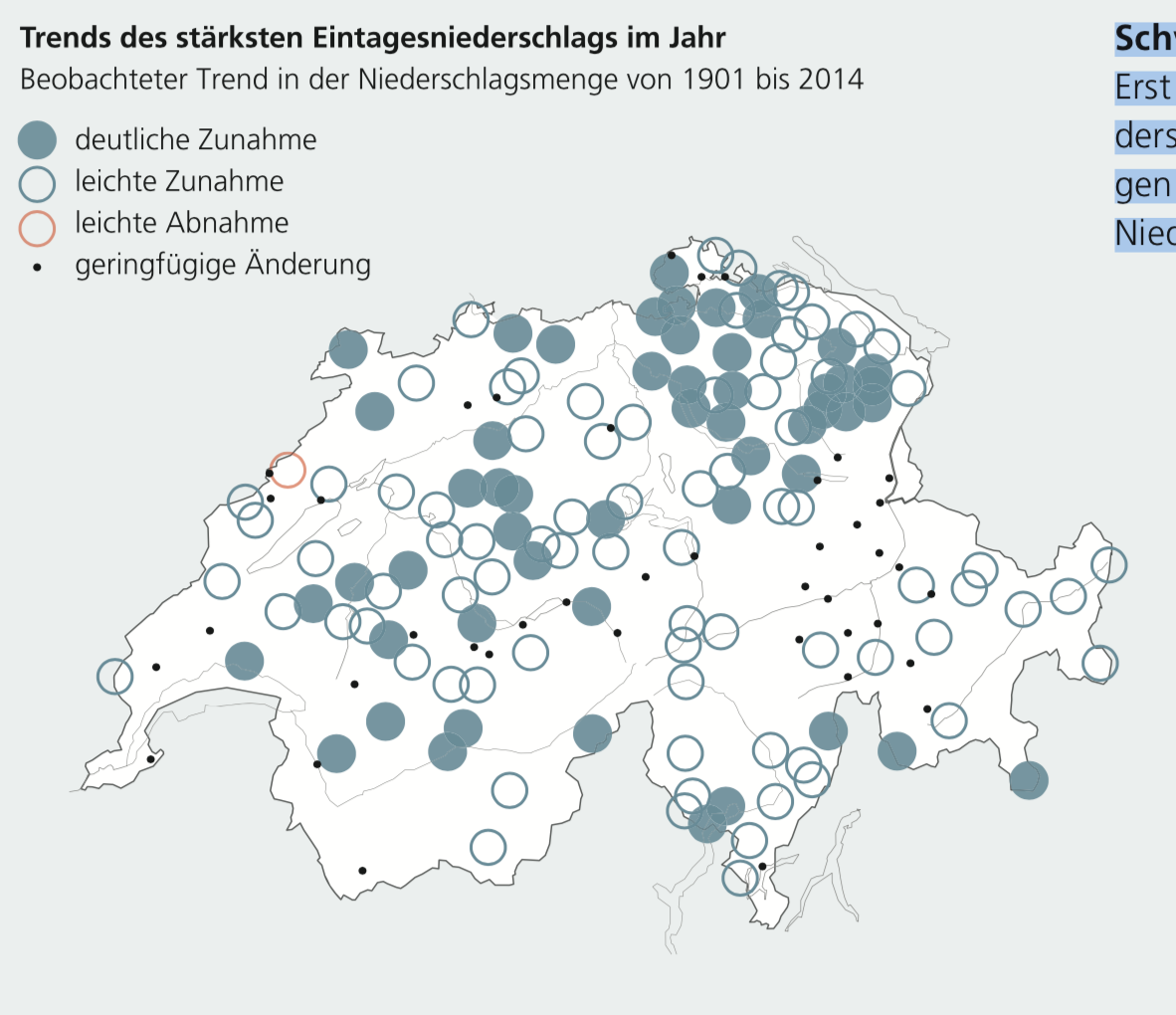
Trends der Eintagsniederschläge in der Schweiz.

Die grössere Intensität von Starkniederschlägen kann erhebliche Kostenfolgen nach sich ziehen. Starkregen kann beispielsweise Erdrutsche und Überschwemmungen verursachen und so grosse Schäden anrichten, wie etwa beim Alpenhochwasser 2005 oder bei den zahlreichen Unwettern im Sommer 2024. Daher müssen Infrastrukturen wie Hochwasserschutzbauten und Kanalisationen ausreichend dimensioniert sein. Das Schadenspotenzial der Niederschlagsextreme ist in Zukunft jedoch nicht allein wegen der höheren Niederschlagsmengen grösser. Der Anstieg der Schneefallgrenze erhöht insbesondere im Winter den Anteil des flüssigen Niederschlags und beschleunigt so den Abfluss.
Dank ergriffener Schutzmassnahmen sei in der Schweiz bis ins Jahr 2024 das Schadensrisiko nicht grösser geworden. Dank dieser Massnahmen gab es sogar Orte, in denen die Gefahr kleiner geworden sei, berichtete der Tages-Anzeiger Anfang Juli 2024.
Die Schäden durch Oberflächenwasser dürften laut dem Hydrologen Zischg weiterhin zunehmen; 2021 verursachte Wasser, das im Gegensatz zu über die Ufer tretenden Flüssen noch gar nie in ein Gewässer gelangte, zwei Drittel der Schäden und die Hälfte der Schadenssumme. Im Gegensatz zu grossen Hochwassern wie 2005, welche auch in Zukunft nicht öfter aufträten, handle es sich bei Oberflächenwasser-Ereignissen um lokale Ereignisse, deren Häufigkeit zunehme. Die einzelnen Gebäudeschäden seien zwar weniger gross, die Summe insgesamt führe aber zu grossen Schäden. So seien 60 Prozent der Häuser durch Oberflächenabfluss gefährdet und zwar nicht in Alpentälern, wo das Wasser in Bäche gelangt und abgeführt wird, sondern im versiegelten Siedlungsraum im Mittelland.
In der Schweiz lancierten Fachleute im Jahr 2022 die Initiative Schwammstadt, um für die Themen Oberflächenwasser und Versiegelung im Bereiche der Siedlungsentwicklung zu sensibilisieren und um für die Verbreitung der Information zu sorgen.

### Extreme werden stärker
Die zunehmende, aus dem Mittelmeerraum bekannte, Sommertrockenheit wird auch die Schweiz zunehmend betreffen. Simultan wird eine Zunahme von Stark- und Extremniederschlägen aus dem nördlichen Europa die Schweiz beeinflussen.
Eine Häufung von Extremniederschlägen an einem bestimmten Ort ist statistisch nicht leicht auszumachen. Die stärksten gemessenen Eintagesniederschläge jedes Jahres schwanken beträchtlich, und die höchsten Niederschlagsspitzen treten selten auf. Im schweizweiten Mittel tritt der Trend zu stärkeren Niederschlagsereignissen jedoch deutlich zutage. Von 173 Messstationen zeigen 158 eine Zunahme und davon 53 eine deutliche Zunahme. Dagegen wurde nirgends eine deutliche Abnahme der Niederschlagsintensität verzeichnet.

### Mehr Hitzetage
Nicht nur die Durchschnittstemperaturen werden steigen, auch die Hitzetage (≥ 30 °C Tageshöchsttemperatur) werden extremer und häufiger. Normal für einen Sommer sind vier Hitzetage. Mit den Hitzewellen in Europa 2019 wurden in der Schweiz gleich 21 Hitzetage verzeichnet. Die Regionen, die besonders stark davon betroffen sein werden, sind die bevölkerungsreichen Städte in den tieferen Lagen. Zum Beispiel werden in der Stadt Luzern bis um 2060 rund 22 Hitzetage pro Jahr erwartet, gegenüber der Norm von 6 Hitzetagen. Jedoch gab es dort bereits im Jahr 2003 26 Hitzetage und 17 im Jahr 2015.
Besonders die Sommer werden von den ansteigenden Temperaturen betroffen sein. 2060 kann es in einem durchschnittlichen Jahr bis zu 4,5 Grad Celsius wärmer werden, in einem durchschnittlichen Sommer sogar 5,5 Grad Celsius. Eine Grund für diese Temperaturzunahme ist die geringere Bodenfeuchte, wodurch weniger Wasser verdunstet und der Boden schlechter gekühlt wird.
Weltweit am stärksten betroffen von den Hitzeextremen ist die Region um das Mittelmeer und somit auch die Schweiz.
Die Anzahl der sehr heissen Tage verdoppelt sich mit jedem zusätzlichen Grad Celsius. Definiert sind sehr heisse Tage als die 1 Prozent heissesten Sommertage von 1981 bis 2010. Derzeit beträgt die Anzahl sehr heisser Tage noch eins, bis Ende dieses Jahrhunderts könnte diese Zahl auf 18 ansteigen. Im Wallis, in Genf und in der Südschweiz werden die meisten zusätzlichen Hitzetage erwartet. Insbesondere das Tessin muss bis Mitte des Jahrhunderts jeden Sommer mit circa 30 Tagen Hitzestress rechnen, da das Tessiner Klima stärker durch das Mittelmeer beeinflusst wird.
Die Kombination von Hitze und hoher Luftfeuchte ist für Menschen und viele Tierarten eine grosse Herausforderung, womit auch Fälle von Hitzestress häufiger werden. Besonders Städte und deren Agglomerationen werden von der Hitze betroffen sein, da es dort tagsüber mehr aufheizt und nachts weniger abkühlt (vgl. Stadtklima).

### Schneearme Winter

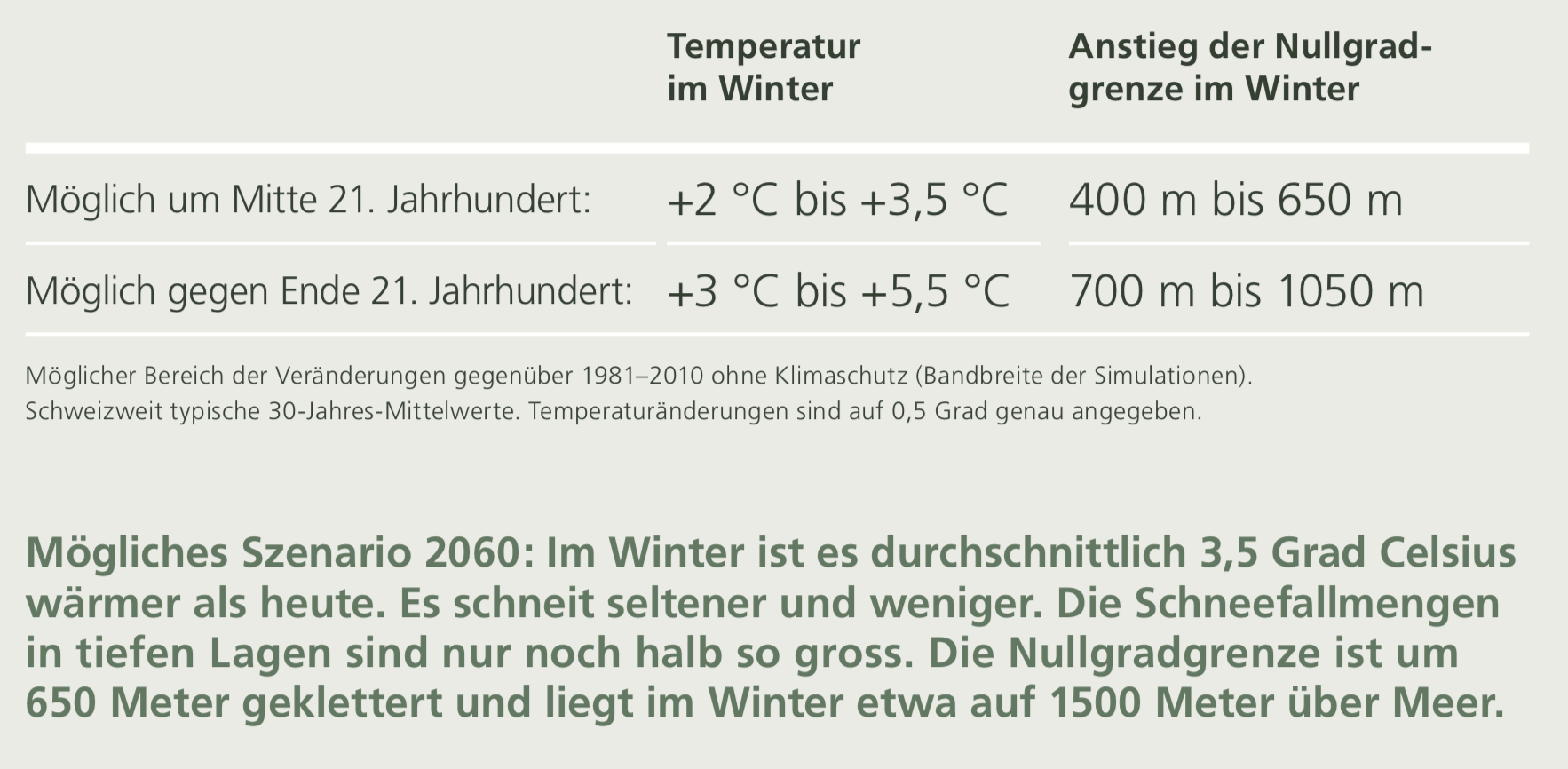

Die Winter in der Schweiz werden um 2060 deutlich wärmer sein als heute. Der zusätzliche Niederschlag wird wegen der höheren Temperaturen vorwiegend als Regen niedergehen, besonders in tieferen Lagen: es schneit dort seltener und weniger. In der Tat hat sich die Zahl der Schneetage in Gebieten unter 800 Meter Höhe seit 1970 halbiert. Auch insgesamt gehen die schneereichen Gebiete der Schweiz stark zurück. Durch die globale Erwärmung hat die Schweiz stark an Eisvorkommen eingebüsst. Die Alpengletscher haben seit 1850 rund 60 Prozent ihres Volumens verloren.

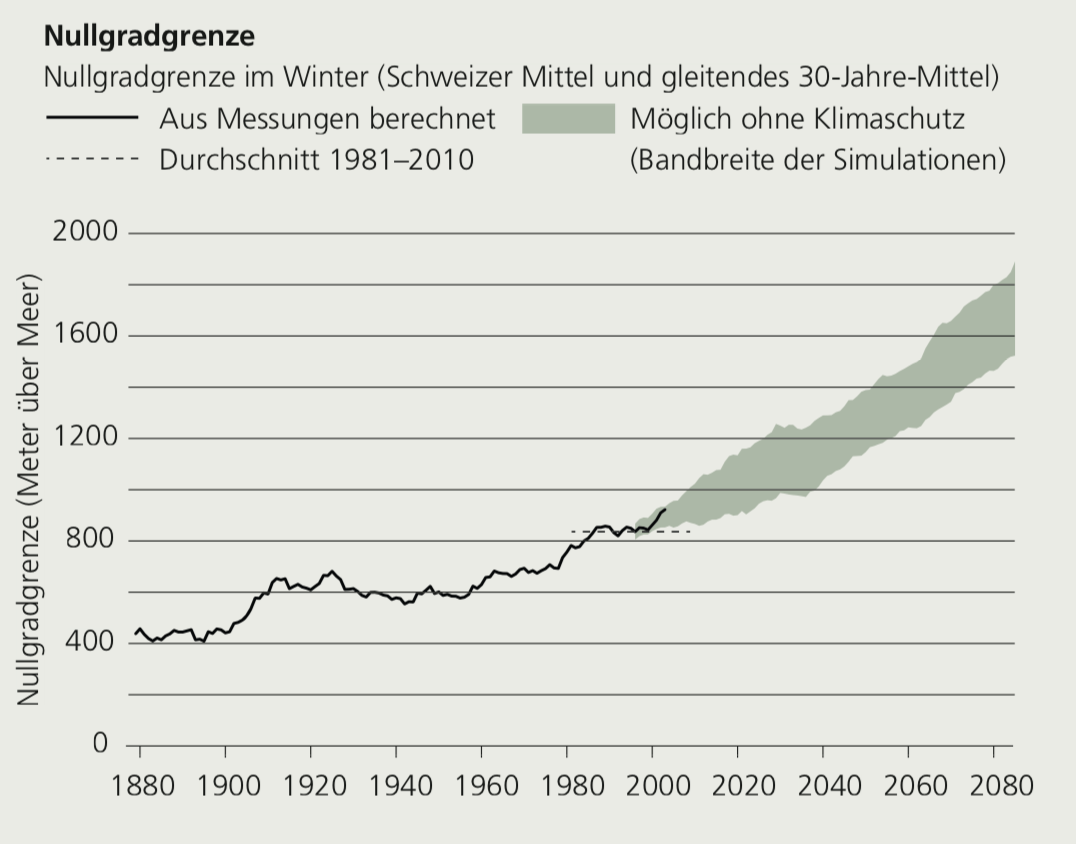

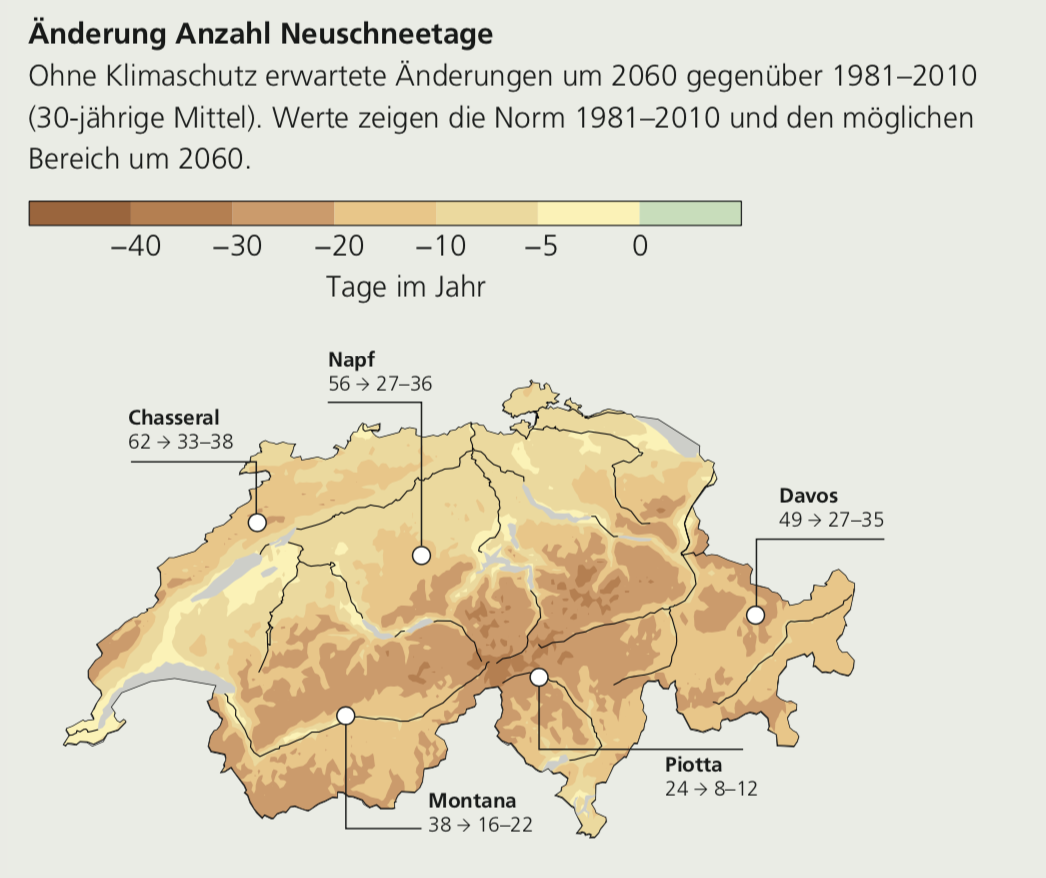

Die Mitteltemperaturen im Winter werden weiter steigen. Aufgrund dieses Trends könnte bis etwa 2060 die Nullgradgrenze von heute 850 Meter auf bis zu knapp 1500 Meter über Meer ansteigen. Das bisherige, deutliche Ansteigen der Nullgradgrenze wird sich in Zukunft noch verstärkt fortsetzen. Daher schrumpft das Gebiet, in welchem es schneien kann, zusehends. Zwei gegenläufige Effekte wirken sich im Winter auf den Schneefall aus. Einerseits führen höhere Temperaturen dazu, dass mehr Niederschlag als Regen fällt, aber andererseits fallen insgesamt mehr Niederschläge. Insgesamt ist für die Schweiz ein deutlicher Rückgang sowohl beim Schneefall als auch bei der Schneebedeckung zu erwarten, insbesondere in tiefen Lagen und im Frühjahr. In Zukunft werden in tiefen Lagen verschneite Landschaften weitgehend verschwinden.

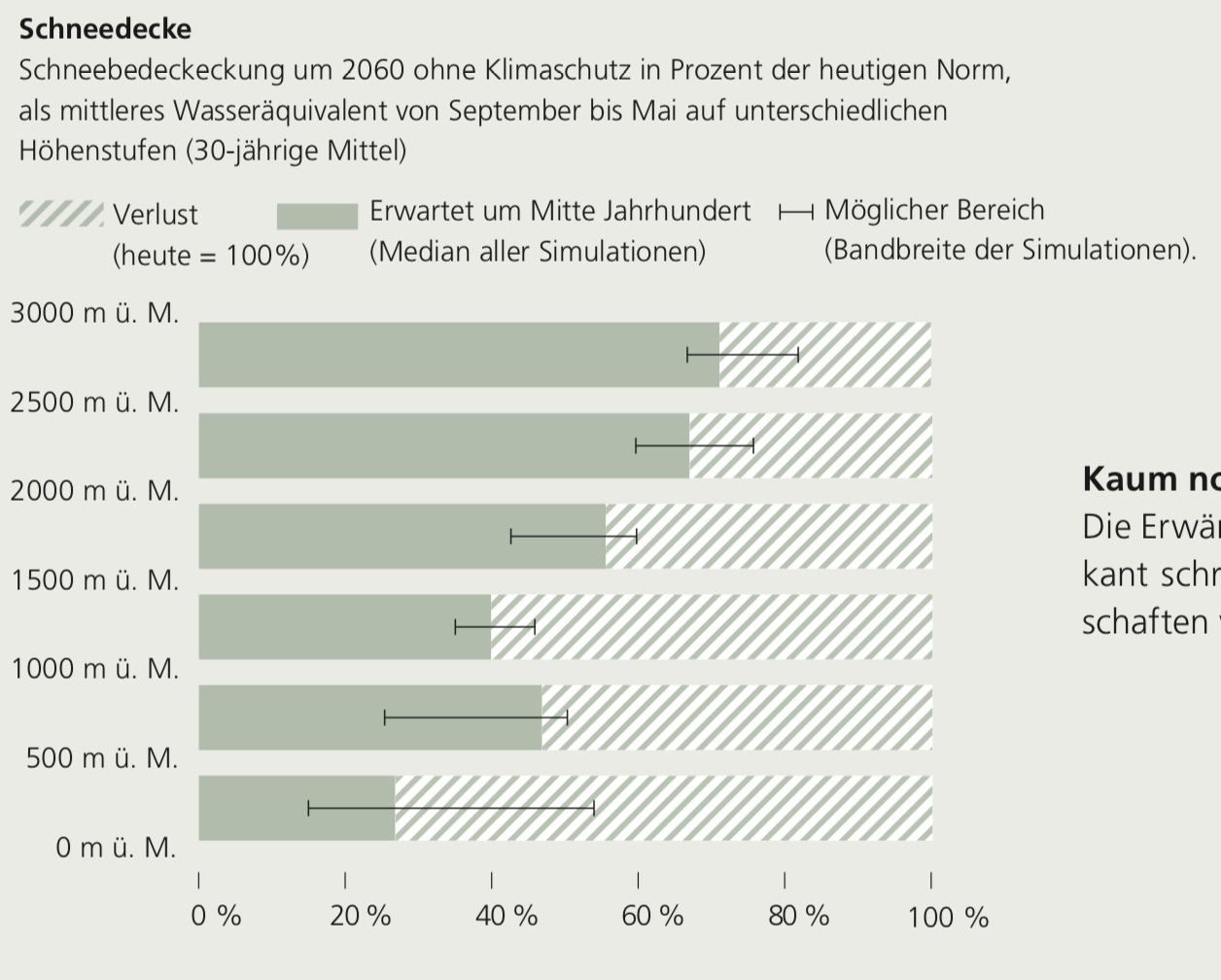

Die Schneebedeckung wird daher weiter sinken: unterhalb von 1000 Meter bis 2060 auf etwa die Hälfte, bis Ende Jahrhundert wahrscheinlich um über 80 Prozent. Auch höhere Lagen sind betroffen. Insbesondere im Frühjahr muss die grosse Mehrheit der Alpenorte mit weniger Schnee rechnen. In den Zentralalpen ist bis etwa 2060 mit gegen 30 Neuschneetagen pro Jahr weniger als heute zu rechnen. Zudem wird in den bisher schneereichen höheren Lagen deutlich seltener Schnee fallen. Diese Verringerung der Schneemenge wirkt sich auch auf die Gletscher der Alpen aus. Ihre Schneeakkumulation ist vermindert und ihr Abschmelzen beschleunigt sich.
Die vorausgesagten Verminderungen von Schneefall und Schneebedeckung wirken sich stark auf den Wintertourismus sowie die Sektoren der Wasserkraft und des Verkehrs aus.

## Klimaszenarien für die Schweiz bei wirksamem Klimaschutz
Das Klimaschutzabkommen von Paris 2015 möchte den Anstieg der durchschnittlichen Temperatur an der Erdoberfläche auf deutlich unter 2 Grad Celsius gegenüber dem vorindustriellen Stand reduzieren. Dieses globale 2-Grad-Ziel wäre wahrscheinlich noch erreichbar, wenn die Unterzeichnerstaaten des Abkommens den weiterhin wachsenden Ausstoss von Treibhausgasen umgehend senken und in der zweiten Hälfte dieses Jahrhunderts praktisch vollständig stoppen würden.
Eine Senkung des weltweiten Treibhausgasausstosses könnte die globale Erwärmung wirksam eindämmen. In der Schweiz könnten bis Mitte des 21. Jahrhunderts rund die Hälfte, bis zum Ende des Jahrhunderts sogar zwei Drittel der möglichen Klimaveränderungen vermieden werden.
Die Erwärmung dürfte in der Schweiz also auch bei umgesetzten Klimaschutzmassnahmen zunehmen, aber deutlich weniger als ohne diese Massnahmen. Zum Beispiel wäre es mit Klimaschutz im Sommer durchschnittlich 1,5 Grad Celsius wärmer als bisher, ohne wirksame Klimaschutzmassnahmen aber um 2,5 bis 4,5 Grad Celsius.
Konkret werden gemäss dem NCCS-Report «Klimaszenarien für die Schweiz» (2018) folgende Entwicklungen trotz Klimaschutz in der Schweiz bis Mitte dieses Jahrhundert erwartet:
- Sommertemperatur: +0,9 bis +2,5 Grad Celsius[45];
- Niederschlagsmengen im Sommer: −16 bis +7 Prozent[46];
- Anzahl sehr heisse Tage: 0 bis +8 Tage;
- Wintertemperatur: +0,5 bis +2,5 Grad Celsius;
- 100-jährliches Eintages-Niederschlagsereignis im Winter: +5 Prozent.

Die erwarteten Veränderungen bis Ende des Jahrhunderts würden in der oben erwähnten Grössenordnung verharren: die Klimaschutzmassnahmen können somit das Klima langfristig stabilisieren.

## Folgen für die Infrastruktur
Die Folgen der globalen Erwärmung sind auch im Bereich der Infrastrukturen spürbar. So entstehen Reparatur- und Anpassungskosten und die Verlässlichkeit der Infrastrukturen sinkt.

### Transport
In Bezug auf die Transportinfrastruktur verursachen extreme Wetterereignisse die grössten Schäden auf Strassen und Schienen. Extremtemperaturen erfordern hitzeresistentere Fahrbahnen auf Strassen und führen zu Geschwindigkeitsreduktionen auf der Schiene. Zudem werden für 2060 jährlich zusätzliche Kosten von CHF 13.4 Mio. (Preisniveau 2018) durch Überflutungen und CHF 4.11 Mio. durch Stürme erwartet.

### Energie
Höhere Temperaturen, unregelmässigere Niederschläge und trockenere Sommer wirken sich negativ auf die Leistung von Wasser- und Kernkraftwerken aus. Die Nachfrage nach Energie verändert sich, da aufgrund höherer Temperaturen der Heizbedarf sinkt und der Kühlbedarf steigt. Die Kosten dieser Entwicklungen sind nur schwer abzuschätzen. Leichter zu beziffern sind Schäden an der Energieinfrastruktur durch Extremereignisse. Diese werden für 2050 auf jährlich CHF 10-50 Mio. geschätzt. Bei den Wasserkraftwerken könnten durch weniger verfügbares Wasser, höhere Temperaturen und unregelmässigere Niederschläge jährlich Kosten von CHF 50-100 Mio. entstehen. Bei den Kernkraftwerken werden die jährlichen Folgekosten durch reduzierte Leistungsfähigkeit auf CHF 100-250 Mio. geschätzt.

### Weitere Infrastruktur
Die globale Erwärmung wirkt sich auf die Wasserversorgung, die Industrieinfrastrukturen und den Tourismus aus. Die grössten Schäden werden für die Industrieinfrastruktur erwartet. Diese entstehen durch Extremereignisse und könnten sich im Jahr 2050 auf jährlich mehr als CHF 250 Mio. belaufen. Beim Tourismus könnten durch einen rückläufigen Wintertourismus jährlich Kosten von CHF 100-250 Mio. anfallen.

### Architektur
Alte Häuser in traditioneller Bauweise hatten bis in die 1960er-Jahre stets ein paar Treppenstufen zum Eingang und Lichtschächte und Kellerfenster waren erhöht. Durch diese Bauweise hielten die Häuser Wassermengen von 20 bis 30 Zentimetern Tiefe gut ab. Betreffend modernerer Bauten und extremer Ereignisse sprach der Hydrologe Andreas Zischg gegenüber der NZZ im 2024 von «Baustilhochwassern»; mit heute verbreiteten ebenerdigen Zugängen liefe das Wasser direkt ins Haus. Versicherer nennen das Oberflächenabfluss-Phänomen mit Wassertiefen von 20 bis 30 Zentimetern als verantwortlich für die Hälfte aller Schäden.

## Folgen für die Fischerei
Unter anderem aufgrund der globalen Erwärmung waren die Fangerträge in den letzten Jahren stark rückläufig. Im Bodensee sank 2022 die Menge der gefangenen Felchen um über 80 Prozent. Auch im Genfersee sind die Fänge in den letzten Jahren drastisch eingebrochen. Am 13. Juni 2025 überstieg die Wassertemperatur der Aare an der Messstationen Bern-Schönau die 20-Grad-Marke, so frûh im Jahr wie noch nie seit Messbeginn 1970.

## Klimapolitik
Die globale Erwärmung kann nur durch eine global koordinierte Klimapolitik wirksam begrenzt werden. Die Frage, welche Rolle die Schweizerische Klimapolitik dabei einnehmen soll, ist in den letzten Jahren immer mehr in den Fokus der Öffentlichkeit gelangt und dominierte den Wahlkampf der Schweizer Parlamentswahlen 2019, wo die Grünen einen historischen Wahlsieg verbuchen konnten. 2024 verurteilte der Europäische Gerichtshof für Menschenrechte (EGMR) die Schweiz in einem Gerichtsverfahren zum Klimawandel wegen Verletzung der Europäischen Menschenrechtskonvention.

## Monitor

### Die zehn wärmsten Jahre der Messgeschichte
Die landesweit gemittelte Jahrestemperatur erreichte 2022 mit 7,42 °C den bisher höchsten Wert seit Messbeginn 1864 (Stand: 2024). Die neun wärmsten Jahre wurden alle nach dem Jahr 2010 registriert. 1920 wurde mit einer Jahresmitteltemperatur von 5,06 °C erstmals die 5-Grad-Marke überschritten. 1994 folgte mit 6,38 °C die erstmalige Überschreitung der die 6-Grad-Marke. Im Rekordjahr 2022 wurde erstmals die 7-Grad-Marke überschritten, die seither nie mehr unterschritten wurde (Stand: 2024).
Die folgende Tabelle zeigt die zehn wärmsten Jahre im Zeitraum von 1864 bis 2024 – Abweichung von der vorindustriellen Durchschnittstemperatur (Mittelwert 1871–1900 oder 1881–1910) in °C
| Rang | Jahr | Abweichung |
| ---- | ---- | ---------- |
| 1    | 2022 | +3,6       |
| 2    | 2023 | +3,4       |
| 3    | 2024 | +3,3       |
| 4    | 2018 | +3,1       |
| 5    | 2020 | +3,0       |
| 6    | 2015 | +2,8       |
| 7    | 2011 | +2,8       |
| 8    | 2014 | +2,7       |
| 9    | 2019 | +2,7       |
| 10   | 1994 | +2,6       |

Betrachtet man hingegen das landesweite Zwölfmonatsmittel von Juni 2006 bis Mai 2007, wurde der Rekordwert vom Jahr 2022 mit 7,4 °C bereits damals erreicht. Der Rekordwert für zwölf aufeinanderfolgende Monate wurde im Zeitraum von Mai 2023 bis April 2024 mit einem landesweiten Mittel von 7,7 °C erreicht und noch im selben Jahr zwei Mal (Juni 2023 bis Mai 2024 und September 2023 bis August 2024) wieder erreicht.

### Tagesspitzenwerte
Die drei heissesten je in der Schweiz gemessenen Temperaturen (Stand: August 2023) wurden während der Hitzewelle in Europa 2003 mit 41,5 °C in Grono, während der Hitzewellen in Europa 2015 mit 39,7 °C in Genf und während der Temperaturanomalien im Jahr 2023 mit 39,3 °C ebenfalls in Genf verzeichnet.

## Gefahrenkarten
Die Gefahrenkarten der Schweiz definieren die gefährdeten Orte in Bezug Murgänge, Hochwasser, Steinschläge und Lawinen. Unwahrscheinliche Ereignisse wurden auf diesen Karten nicht einbezogen. So wurde beispielsweise bei der Karte von 2013 festgestellt, dass im Misox beim Riale Molera bei einem extremen Hochwasserereignis der Gefährdungsbereich im Talgrund praktisch über den gesamten dortigen Weiler erstrecke. Das Ereignis würde aber laut damaliger Einschätzung nur alle 300 Jahre auftreten und fand darum keinen Eingang in die Gefahrenkarte. «Das Fehlen einer Markierung auf der Gefahrenkarte bedeutet nicht, dass keine Gefahr besteht» schrieb die NZZ. Ansonsten hätten sich die Karten bewährt, so seien beim grossen Alpenhochwasser von 2005 nur 10 Prozent der Schäden nicht in den erwarteten Gebieten aufgetreten. Das absehbare Problem beim Umzeichnen der Gefahrenkarten würde auch der Gebäudebestand, weshalb der Hydrologe Andreas Zischg der Meinung war, dass generell für alle Gebäude ein Objektschutz vorgeschrieben sein sollte, egal in welcher Zone.
Werner Bätzing beschrieb ein Ausbleiben grosser Naturereignisse seit dem Beginn des 20. Jahrhunderts bis Ende der 1980er Jahre. Diese «Schönwetterperiode» würde heute fälschlicherweise als Massstab der Risiken in den Bergen genommen.
Die Gefährdungskarte Oberflächenabfluss ist öffentlich zugänglich und umfasst explizit nicht die von Überschwemmung durch Gewässer betroffenen Gebiete, sondern stellt den Abfluss des Oberflächenwassers dar.